# Reoforo
In elettronica un reoforo è il filo conduttore terminale dei componenti elettrici ed elettronici previsti per essere saldati sul circuito stampato con la tecnologia a fori passanti, ovvero infilando i due o più reofori del componente nei fori previsti sullo stampato e saldandoli con una lega a base di stagno sulla piccola piazzola in rame, presente intorno al foro.

## Caratteristiche

Schema del posizionamento di un componente sul circuito stampato

Solitamente, la loro lunghezza è maggiore di quella necessaria al posizionamento ottimale del componente sullo stampato, pertanto, la parte in eccesso del reoforo viene recisa. In casi particolari, l'attrezzo che tronca il reoforo ha i taglienti conformati in modo tale da effettuare lo schiacciamento del reoforo prima del taglio: in questo modo, si ha la certezza che il componente non si sfili dalla piastra prima della saldatura. Nel caso di resistori o diodi, quando il valore di temperatura di lavoro previsto è molto elevato, in alcuni casi si sfrutta tutta la lunghezza dei reofori per mantenere più bassa la temperatura della saldatura; attorcigliandoli entrambi a formare una o due spire, la temperatura risulterà minore sul lato saldato. Le operazioni di inserimento, saldatura e taglio possono essere eseguite manualmente o con macchine automatiche; per conferire maggior ordine e pulizia visiva sul lato saldatura della scheda, a volte viene eseguita un'ulteriore lavorazione su questo lato, consistente nella fresatura sull'intera superficie, uniformando allo stesso livello tutte le saldature.

### Materiali

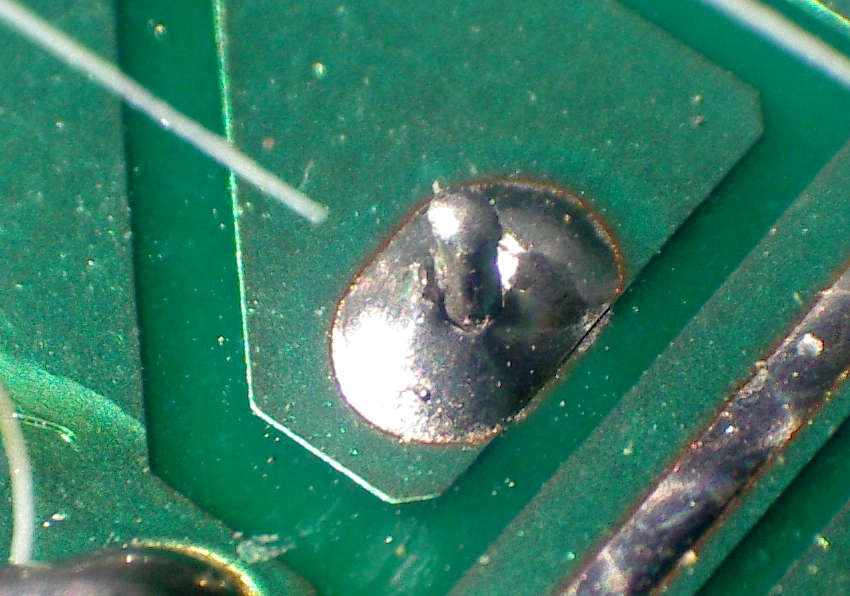
Esempio di saldatura fredda: il reoforo non è ben saldato con lo stagno intorno

Il materiale del reoforo è costituito da leghe di rame trattate in superficie per facilitarne la saldatura. Possono essere a sezione rotonda, ricavate da un filo continuo, oppure a sezione quadra, ricavate per tranciatura di una lamina, possono essere ricoperte di stagno (prestagnate) o, nei casi di componenti di qualità, dorate. Il trattamento superficiale è molto importante per l'affidabilità della saldatura nel tempo; negli anni '60, quando i reofori dei resistori erano trattati in superficie con lega ad alto tenore di piombo, questi potevano provocare, dopo qualche anno di lavoro del circuito, uno dei guasti più difficili da individuare, ovvero intermittenza casuale del funzionamento per falso contatto. La natura del malfunzionamento del circuito era dovuta alla progressiva ossidazione del piombo presente tra la superficie del reoforo e la lega di stagno della saldatura, perfetta ad un'analisi visiva, ma non più a resistenza zero, bensì variabile con la temperatura e flessione anche minima dello stampato.
In alcuni casi, il componente provvisto di reofori non viene saldato sullo stampato, bensì inserito in uno zoccolo appropriato: l'operazione comporta preventivamente il taglio uniforme dei reofori alla distanza di pochi millimetri dal package, da cui fuoriescono; in tal modo, acquisiscono la rigidità necessaria a conferire al componente la stessa maneggevolezza della tipologia dotata di pin, ovvero rapidità di sostituzione. Questa tecnica era molto in uso negli anni '70; centinaia di transistor, facenti parte dei vari blocchi circuitali di strumenti di misura, avevano i singoli reofori tranciati molto corti, inseriti in un minizoccolo brevettato, caratterizzato dall'avere altezza zero sullo stampato, soluzione che riduceva anche le capacità parassite in prossimità dei reofori del componente; tipici, i circuiti della serie 7000 del costruttore Tektronix.